# ضياء الشكرجي
ضياء الشكرجي (1944 -) مفكر عراقي مسلم شيعي، وداعية إسلامي سابق، وعضو سابق في حزب الدعوة، ونائب سابق عن الحزب في عضوية مجلس النواب العراقي، ونائب عنه في عضوية لجنة كتاب الدستور العراقي سنة 2005، قضى الشكرجي ثلاثة عقود من حياته واعظاً، ثم ترك حزب الدعوة سنة 2006، وأسس تجمع الديمقراطيّين الإسلاميّين، ثم صار سياسياً علمانياً سنة 2006، مناهضاً للمنظومة الدينية والسياسية في العراق، وتاركاً للتمذهب، فأسّسَ «تجمع الديمقراطيين العراقيين»، وقال «كنت أحاول المزاوجة بين الإسلام والديمقراطية باسم» تجمّع الديمقراطيين الإسلاميين«، لكن سرعان ما انتبهت إلى أنّه لا معنى لهذه المزاوجة، بل عليّ حسم الخيار العلماني»، وأسسّ «الائتلاف الديموقراطي» سنة 2009.

## النشأة
وُلد الشكرجي في منطقة الكاظمية شمال بغداد لأسرة فقيرة كادحة لأبوين عراقيين، قال ضياء «جذوري وزوجتي إيرانية»، درسَ ضياء الابتدائية في منطقة العطيفية، وانتقل إلى مدرسة دجلة للبنين، ودرسَ المتوسطة في منطقة الكاظمية ثم انتقل إلى إعدادية الشعب، كان التنافس الحزبي في شبابه بين الشيوعيين والبعثيين، فنفرَ من الشيوعيين بسبب ما كان يُقال فيهم من أمور بعضها صحيح وبعضها غير صحيح، وانجذب إلى البعثيين فانتمى إلى حزب البعث سنة 1960 ثم نفرَ منهم سنة 1963 لأنه وجدَهم أعنفَ وأقسى من الشيوعيين.

### الهجرة والجنسية
سافرَ ضياء مع أبيه سنة 1963 إلى ألمانية لدراسة الهندسة، فعاشَ في مدينة لونبورغ، وكانت دراسته في هامبورغ، وقد تزوّج حينئذٍ هناك من امرأة إيرانية، وعاد إلى العراق سنة 1972، وفي سنة 1980 هاجر إلى ألمانية طالباً اللجوء السياسي مرتين، إذ رُفض طلبه الأول، وكان تعليل الحكومة الألمانية للرفض هو «نحن نعلم إنك معارض سياسي، ونحتمل أنك ستكون مهددا حتى بحياتك، لو رجعت إلى العراق. ولكن هذا لا يبرر منحك حق اللجوء السياسي، لأن قضيتك جنائية وليست سياسية. ذلك أننا وجدنا أنك تنتمي لحزب الدعوة الإسلامية، وهو حزب إسلامي شيعي متطرف، وموال لإيران، ويعمل بالتعاون معها على إلغاء استقلال الدولة العراقية كليا أو جزئيا، وجعلها تابعة لإيران. وفي مثل هذه الحال يحق لأي نظام أن يتخذ الإجراءات التي يراها مناسبة لحماية كيان الدولة واستقلالها، إذا تعرضا للخطر. ولهذا السبب تعتبر قضيتك قضية جنائية، وليست سياسية»، قال ضياء الشكرجي «أرجع إلى قرار الرفض واستغرابي من تلك اللغة، التي لا أراها اليوم غريبة قط، بل هي تعبر عن عين الواقع. صحيح، حزب الدعوة حزب إسلامي وشيعي، وموال آنذاك على أقل تقدير ولاءً لا غبار عليه للجمهورية الإسلامية، ولقائدها الخميني، ونظامها القائم على مبدأ ولاية الفقيه. وهذا كله يعطي مبررات النعت بالتطرف، رغم وسطية حزب الدعوة قياسا على الأحزاب الإسلامية الأكثر تشددا وتطرفا وأصولية. ثم حزب الدعوة، وكذلك الأحزاب الإسلامية العراقية الشيعية الأخرى، كان يقاتل بمجاهديه إلى جانب قوات النظام الخميني من جيش نظامي، وبسيج (متطوعين)، وحرس ثوري. وكان الهدف آنذاك إسقاط نظام صدام (الكافر) [هكذت كانوا ينعتونه] البعثي الديكتاتوري الدموي، ولكن استبداله بنظام إسلامي، صحيح سيكون اسم الدولة فيه (جمهورية العراق الإسلامية)، لكنها كانت ستكون خاضعة كقيادة شرعية لولاية الفقيه المتربع في طهران. إذن هذا كان سيكون فعلا إلغاءً كليا، أو لا أقل من أن يكون جزئيا، لكيان الدولة العراقية، ولاستقلال العراق، وإلحاقه بتبعية ذليلة لإيران، مع استقلال صوري، ليس إلا. فأقول اليوم، أين تكمن الغرابة في رسالة قرار الرفض الأول لطلب اللجوء السياسي آنذاك؟»، ولم يُمنح ضياء الجنسية الألمانية إلا سنة 1993.
".

## العمل
اشتغل في تدريس العقائد في حوزة المرتضى بدمشق وفي معهدين ألمانيين بألمانية حيث درّس هناك العقائد وعلوم القرآن والعربية، وحين أقامَ الشكرجي في ألمانية اشتدت عاطفته الدينية وصار واعظاً وكان حينئذٍ يقلّد محمد حسين فضل الله، واشتغل في تدريس العقائد في حوزة المرتضى بدمشق وفي معهدين ألمانيين بألمانية حيث درّس هناك العقائد وعلوم القرآن والعربية، ثم أصبح الشكرجي وكيلاً لفضل الله في ألمانية، وفي ثمانينات القرن العشرين انتمى الشكرجي إلى حزب الدعوة سنة 1981، وتركَ وكالة المرجع محمد حسين فضل الله، وانشغل بالعمل الحزبي والديني حتى صار من الكادر المتقدم في الحزب، غيرَ أنه لم يكن يوافق على التبعية لحكومة إيران.
| شكرا لأبي وأمي ورحمهما الله، لأنهم اختاروا لي اسماً لا هو شيعي ولا هو سني، فالحمد لله الذي لم يصادف أن صحابيا أو خليفة أو تابعيا أو إماما معصوما أو غير معصوم اسمه (ضياء)، فإني سعيد باسمي، لأن التاريخ السني والتاريخ الشيعي على حد سواء يخلوان من شخصية مذهبية أو متمذهبة اسمها (ضياء). وإني أعتبر تسمية الأبوين لابنهما أو ابنتهما اسما صارخا في شيعيته أو في سنيته انتهاكا مسبقا لحقوق أبنائهما وبناتهما. |
| —ضياء الشكرجي. |

## رأيه في الدستور
نشر محمود أمين حواراً له مع ضياء الشكرجي في موقع حفريات يوم 18 أيلول سنة 2021، قال فيه ضياء شهادته ورأيه في الدستور العراقي فقال "دستور 2005 فيه ألغام كثيرة، وفيه ما يناقض مبادئ الديمقراطية ويسمح بتأسيس دولة ذات وعاء ديمقراطي، لكن بمضمون ثيوقراطي؛ في فترة الجمعية الوطنية وعمل لجنة كتابة الدستور، كان حزب الدعوة ضعيفاً؛ لذا كان اللاعب الأساسي المجلس الأعلى للثورة الإسلامية في العراق، الذي غيّر اسمه لاحقاً إلى المجلس الأعلى الإسلامي العراقي، بتنسيق مباشر مع المرجعية، فكان كلّ من عبد العزيز الحكيم، رئيس الائتلاف العراقي الموحّد، المعروف برمز الشمعة ورقم 169، وهمام حمودي رئيس لجنة كتابة الدستور، وممثل المرجعية أحمد الصافي، رئيس لجنة الباب الأول المعنية بالمبادئ الأساسية، وكذلك محمد رضا السيستاني الذي كان يُطِلعُه أحمد الصافي على ما يجري أولاً بأول، ويأتي منه بما أسماها الخطوط الحمراء للائتلاف العراقي الموحّد (الشعسلاموي)، والتي رفضتها بشدة؛ إذ كان الصافي في ذهاب وإياب دائمَين بين النجف وبغداد، وكان يريد، ومعهُ المجلس الأعلى، أن يضفيا المزيد من الصبغتين الإسلامية والشيعية على الدستور، وإنّ ما تحقّق لهم من ذلك قد لا يتعدّى الخمسين بالمئة مما كانوا يريدونه، وكنتُ معارضاً شديداً لمعظم تلك التوجهات"، وكان ضياء رفض أن يكون الدين الإسلامي المصدرَ الأساسيَّ للتشريع في الدستور العراقي.

## كتبه
- لا لدين 'يُفسدُ فيها ويسفكُ الدماءَ'، 2008.[19]
- مشكلة الله القرأني مع المرأة، 2019.
- لاهوت التنزيه؛ العقيدة الثالثة.
- مع القرآن في حوارات متسائلة.
- الله من أسر الدين إلى فضاءات العقل.
- مثلث الإسلام والديمقراطية والعلمانية.
- عجائب وغرائب التقاويم وتقويم المستقبل.[20]
- الديمقراطية: رؤية إسلامية.
- عصفورة حريتي 1998-2012.[21]